# 40
Năm 40 là một năm trong lịch Julius.

## Sự kiện
- Khởi nghĩa Hai Bà Trưng